# Perù ai Giochi della XXIV Olimpiade
Il Perù partecipò ai Giochi della XXIV Olimpiade, svoltisi a Seul, Corea del Sud, dal 17 settembre al 2 ottobre 1988, con una delegazione di 21 atleti impegnati in sette discipline.

## Medaglie
| Medaglia | Atleta | Sport     | Evento           |
| -------- | --- | --------- | ---------------- |
| Argento  | Luisa Cervera Alejandra de la Guerra Denisse Fajardo Miriam Gallardo Rosa Garcia Sonia Heredia Katherine Horny Natalia Malaga Gabriela Pérez del Solar Cecilia Tait Gina Torrealva Cenaida Uribe | Pallavolo | Torneo femminile |